# Landkreis Offenbach
Der Landkreis Offenbach ist eine Gebietskörperschaft mit 356.578 Einwohnern (31. Dezember 2023) im hessischen Regierungsbezirk Darmstadt. Der Landkreis liegt zentral im Rhein-Main-Gebiet und ist Teil der Stadtregion Frankfurt, der städtischen Agglomeration um die Kernstadt Frankfurt am Main. Die Kreisstadt ist seit 2002 Dietzenbach, zuvor war es die Stadt Offenbach am Main. Die bevölkerungsreichste Stadt ist Rodgau.

## Geographie

### Lage
Der Landkreis Offenbach liegt in der unteren Mainebene, der Main bildet die nördliche Grenze des Landkreises. Das Kreisgebiet weist viele Kiefernwälder und Waldseen auf. Letztere gehen auf den dortigen, ehemals in großem Umfang betriebenen Kiesabbau zurück. Zu den Bächen im Landkreis Offenbach gehören der Luderbach, die Rodau und die Bieber, die von Süden in den Main entwässern.
Das Kreisgebiet wird von der Hessischen Apfelwein- und Obstwiesenroute durchzogen.

### Nachbarkreise
Der Landkreis grenzt, im Nordosten beginnend im Uhrzeigersinn, an den Main-Kinzig-Kreis (in Hessen), den Landkreis Aschaffenburg (in Bayern) sowie an den Landkreis Darmstadt-Dieburg, an die kreisfreie Stadt Darmstadt, an den Landkreis Groß-Gerau und an die kreisfreien Städte Frankfurt am Main und Offenbach am Main (alle wiederum in Hessen).

### Flächenaufteilung
Nach Daten des Statistischen Landesamtes, Stand 2023.

## Geschichte

### Vorgeschichte des Kreises
Das westliche Kreisgebiet gehörte überwiegend zur Grafschaft Isenburg, ab 1744 Fürstentum Isenburg, von 1806 bis 1815 war das Fürstentum Isenburg ein souveräner Staat und Mitglied im Rheinbund. Durch die Beschlüsse des Wiener Kongresses kam das isenburgische Gebiet zunächst an Österreich und 1816 zum Großherzogtum Hessen (Hessen-Darmstadt), was sich durch einen Territorial-Ausgleich mit dem Kurfürstentum Hessen (Hessen-Kassel) auf eine Teilung des Fürstentums einigte. Der im Landkreis gelegene Teil kam zum Großherzogtum Hessen (Hessen-Darmstadt).
Das östliche Kreisgebiet war überwiegend Bestandteil des Kurfürstentums Mainz. Dieses Kurmainzer Gebiet gehörte zuvor den Herren von Eppstein und den Herren von Hagen-Münzenberg, noch früher war das gesamte Kreisgebiet mit Ausnahme der Gegend um Langen Teil des fränkischen Maingaues. Weitere Territorialherren in der Zeit des Heiligen Römischen Reichs auf dem Gebiet des heutigen Kreises waren: die Landgrafschaft Hessen-Darmstadt für Langen, Egelsbach und Dietzenbach; die Landgrafschaft Hessen-Kassel als Erbe der Grafschaft Hanau für Dudenhofen; die Grafen von Schönborn für Heusenstamm, Obertshausen, Hausen und Gravenbruch; der Deutsche Orden für den Wildhof und den umgebenden Forst und die Herren von Frankenstein für Messenhausen.
Nach der Säkularisation von Kurmainz 1803 wurde dessen Gebiet dem Großherzogtum Hessen (Hessen-Darmstadt) zugeschlagen, die alte Verwaltungseinteilung in Ämter blieb bestehen. Nach der Verkündigung der Verfassung des Großherzogtums Hessen am 17. Dezember 1820 folgte am 14. Juli 1821 eine umfassende Verwaltungsreform. Statt der traditionellen Ämter wurden nun Landratsbezirke gebildet. Das Gebiet des späteren Kreises Offenbach lag nun in der Provinz Starkenburg im
- Landratsbezirk Langen: Dieser umfasste das ehemalige Amt Kelsterbach, mit Ausnahme von Ginsheim und Nauheim, ebenso die Zent Arheiligen des ehemaligen Amtes Dieburg die Orte Ober- und Nieder-Roden und aus dem Amt Schaafheim Dietzenbach.
- Landratsbezirk Offenbach: Dieser umfasste die ehemaligen isenburgischen Besitzungen Bürgel, Dreieichenhain, Götzenhain, Münster, Neu-Isenburg, Offenthal, Philippseich, Sprendlingen, Urberach, Gravenbruch, Gehspitz, Neuhof und Wildhof sowie die Forste Offenbach und Dreieich. Damit trennte der Landratsbezirk Offenbach den Landratsbezirk Langen bis 1828 in zwei Teile.
- Landratsbezirk Seligenstadt: Er umfasste neben den linksmainischen Besitzungen des säkularisierten Kurmainz den größten Teil des bis 1736 hanauischen, anschließend zwischen den Landgrafschaften Hessen-Darmstadt und Hessen-Kassel geteilten Amtes Babenhausen. Das eigentliche Hinterland Seligenstadts, die rechtsmainischen Stiftsgebiete, waren 1803 an das Fürstentum Aschaffenburg bzw. Großherzogtum Frankfurt, dann 1814 an das Königreich Bayern gefallen.

### Bildung des Kreises Offenbach
Mit der am 20. August 1832 bekannt gegebenen Neugliederung wurde der Kreis Offenbach aus den Landratsbezirken Offenbach, Seligenstadt und einem Teil des Landratsbezirkes Langen mit dem Verwaltungssitz Offenbach gegründet. Der Landratsbezirk Langen wurde geteilt: Die Orte Dietzenbach, Nieder- und Ober-Roden, Eppertshausen und Messenhausen kamen zum Kreis Offenbach; der westliche Teil wurde mit dem Landratsbezirk Dornberg zum Kreis Groß-Gerau vereinigt.

### Gebietsveränderungen

#### Großherzogtum

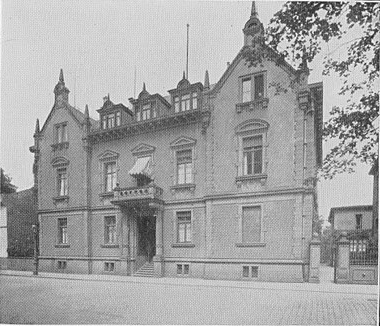
Großherzogliches Kreisamt in der Ludwigstraße 1905

Am 31. Juli 1848 wurden die Gemeinden des Kreises Offenbach in den Regierungsbezirk Darmstadt eingegliedert, einige Gemeinden dem Regierungsbezirk Dieburg zugeschlagen. Diese Verwaltungsreform hatte jedoch nur knapp vier Jahre Bestand, denn am 28. April 1852 wurde sie wieder aufgehoben und es wurden erneut Kreise geschaffen, auch der Kreis Offenbach, mit leicht geänderten Grenzen: Langen und Egelsbach kamen aus dem Kreis Groß-Gerau hinzu, während die Orte Babenhausen, Messenhausen, Nieder-Roden, Ober-Roden und Urberach dem Kreis Dieburg abgegeben wurden.
Nach dem Preußisch-Österreichischen Krieg von 1866 verlor das Großherzogtum Hessen (Hessen-Darmstadt) eine Reihe von Gebieten an das siegreiche Königreich Preußen, erhielt aber auch einige für Preußen sehr randlich gelegene Stücke aus dessen kurhessischen (Hessen-Kassel) und nassauischen Kriegsgewinnen. Dazu zählte auch das Dorf Rumpenheim, das dann 1867 dem Kreis Offenbach zugeschlagen wurde.
Im Zuge der 1874 im Großherzogtum Hessen (Hessen-Darmstadt) nach preußischem Vorbild vorgenommenen Reform der Kreisverfassung kam es erneut zu einer neuen Kreiseinteilung. Die dabei geschaffene Gliederung des Großherzogtums in sieben die Provinz Starkenburg bildende Kreise (Bensheim, Darmstadt, Dieburg, Erbach, Groß-Gerau, Heppenheim, Offenbach) hatte mehr als sechs Jahrzehnte bis in die Zeit des Volksstaats Hessen und darüber hinaus Bestand. Von 1874 bis 1947 gehörte als Exklave auch das weit entfernte Steinbach am Taunus zum Kreis Offenbach, nachdem der Kreis Vilbel aufgelöst worden war. Am 1. April 1947 kam Steinbach am Taunus zum Obertaunuskreis.

#### Republik
Während der französischen Besatzung nach dem Ersten Weltkrieg blieb der Landkreis Offenbach zunächst unbesetzt. Nur die drei Gemeinden Buchschlag, Egelsbach und Langen lagen innerhalb des französischen Besatzungsgebietes auf der rechten Rheinseite und gehörten zum Gebiet des Brückenkopfs Mainz. Sie wurden bis zum Ende der Besatzungszeit am 30. Juni 1930 dem Kreis Groß-Gerau und der dortigen französischen Administration unterstellt. Gleiches geschah mit der Gemeinde Steinbach am Taunus, die dem damals preußischen Kreis Höchst angegliedert wurde.

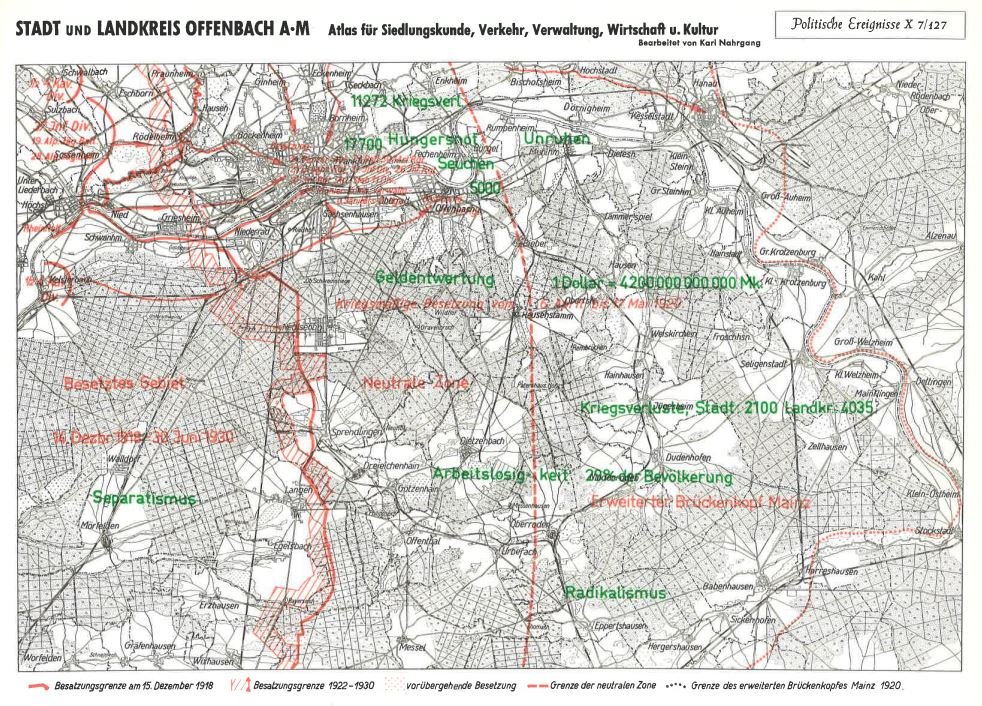
Der Grenzverlauf des Mainzer Brückenkopfs im Landkreis Offenbach
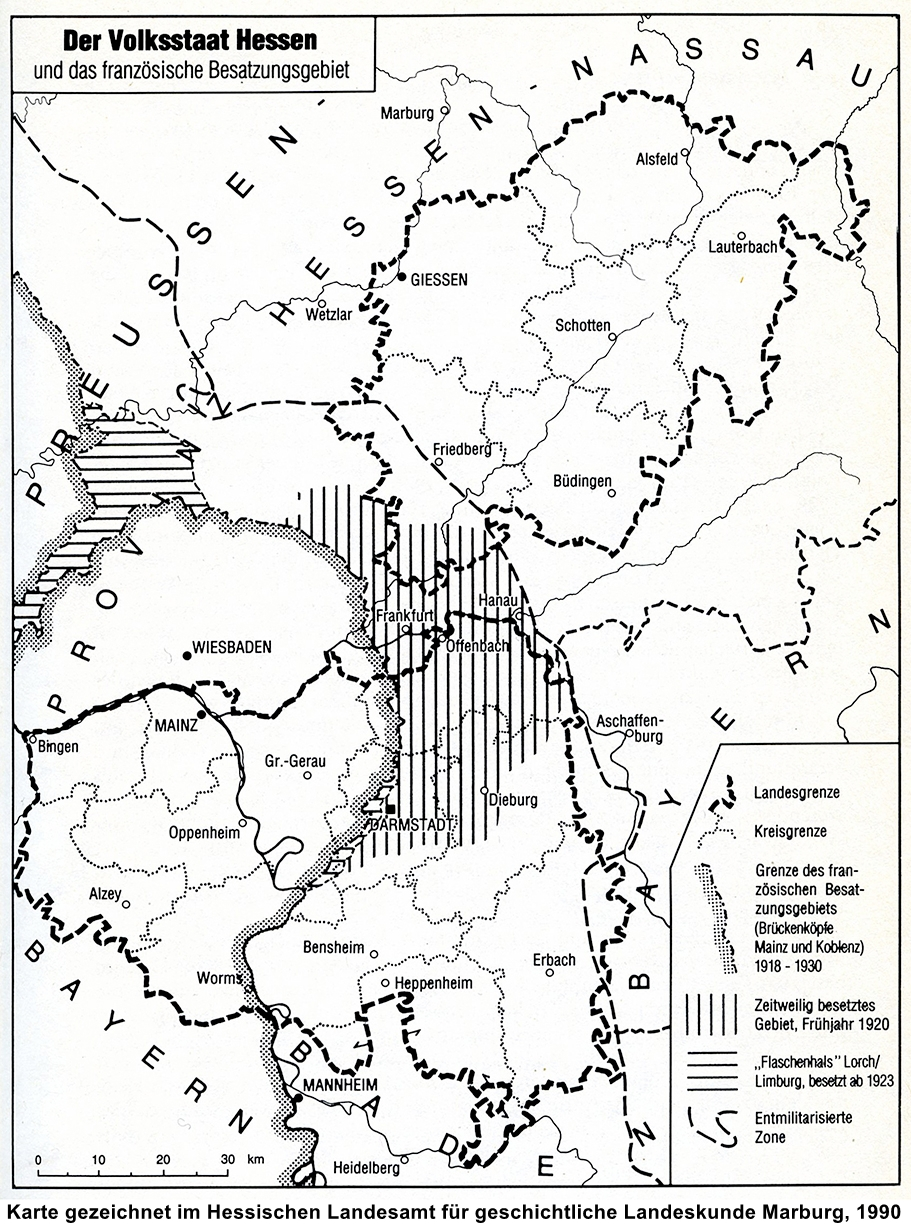
Das Maineinbruchsgebiet (IIIII) des Jahres 1920
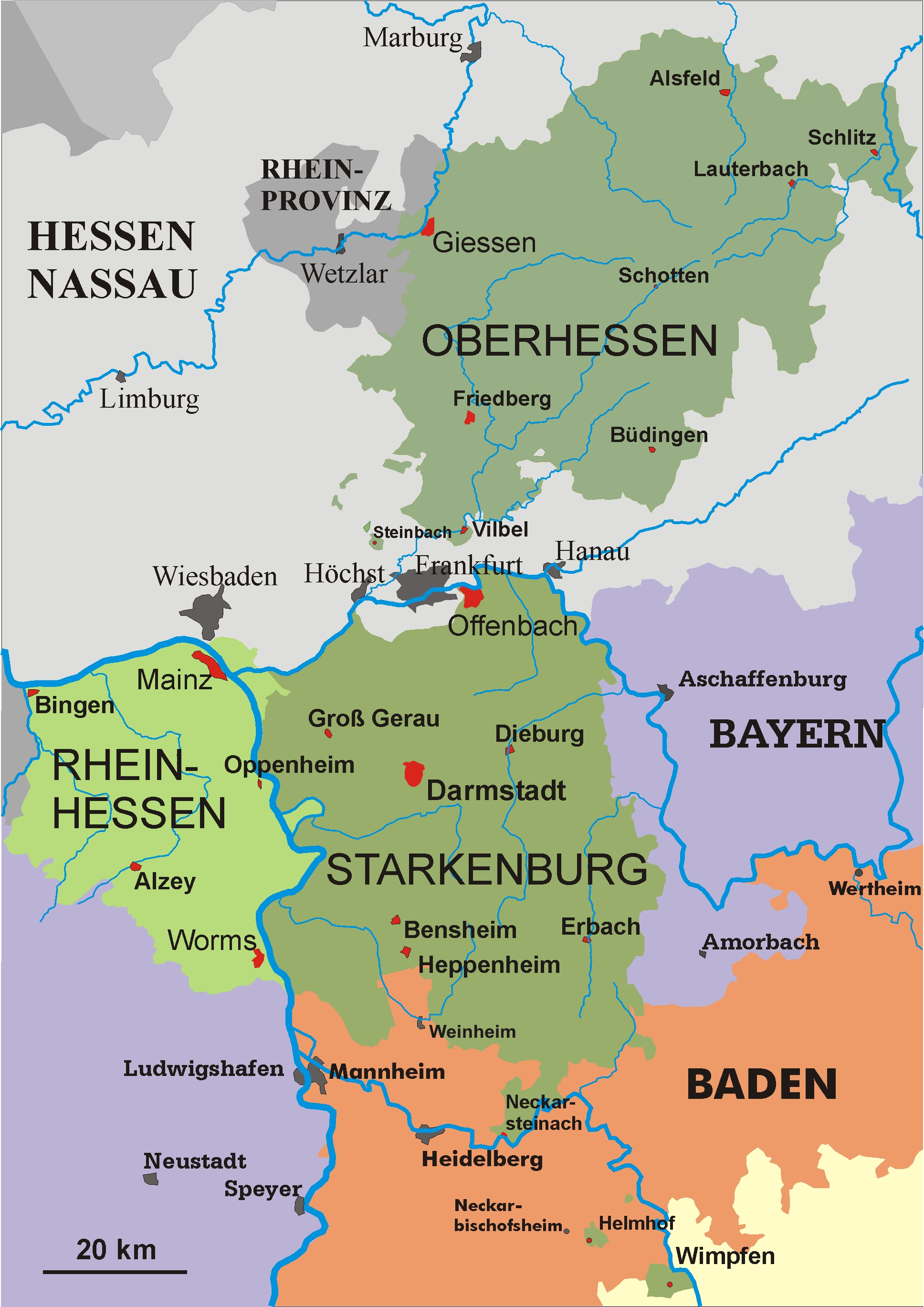
Hessen im Jahr 1930

In der Folge des Ruhraufstands dehnten die Franzosen im Rhein-Main-Gebiet ihr Besatzungsgebiet stark aus und besetzten unter anderem den kompletten Landkreis Offenbach. Dieser sogenannte Maineinbruch dauerte von Anfang April 1920 bis zum 17. Mai 1920. Die Situation im Landkreis blieb aber weiterhin angespannt, da er Grenzregion an der teilweise hermetisch abgeriegelten und nur mit Passierschein passierbaren Grenze des Brückenkopfs Mainz war. Wichtige Zugverbindungen zwischen Frankfurt und Darmstadt waren zeitweilig unterbrochen, da sie durch das besetzte Gebiet des Brückenkops führten.

„Langener, die nach Frankfurt zur Arbeit pendelten, mußten zunächst zu Fuß oder mit dem Fahrrad nach Neu-Isenburg gelangen und konnten von dort mit der Straßenbahn in die Stadt fahren.
Eine andere Möglichkeit war es, von Dreieichenhain die Bahn nach Ober-Roden zu nehmen und von dort mit der Rodgaubahn nach Offenbach und weiter nach Frankfurt zu fahren. Auch die Fernzüge wurden eine Zeitlang von Frankfurt über Offenbach - Ober-Roden - Dieburg in das unbesetzte Darmstadt umgeleitet. Später durften sie wieder auf ihrer alten Strecke, doch ohne Halt in Langen und Egelsbach, verkehren.“

Nachdem sich nach dem Ende des Ruhraufstandes die Situation etwas entspannt hatte, eskalierte sie mit dem Beginn der Ruhrbesetzung im Januar 1923 erneut und verschärfte sich im Herbst 1923 noch zusätzlich durch Versuche von separatistischen Kräften, auch im Landkreis Offenbach Unterstützung für eine Rheinische Republik zu finden. Die letztlich erfolglosen Bemühungen konzentrierten sich vor allem auf Egelsbach und Langen (siehe: Separatistische Vorstöße in Egelsbach und Langen).

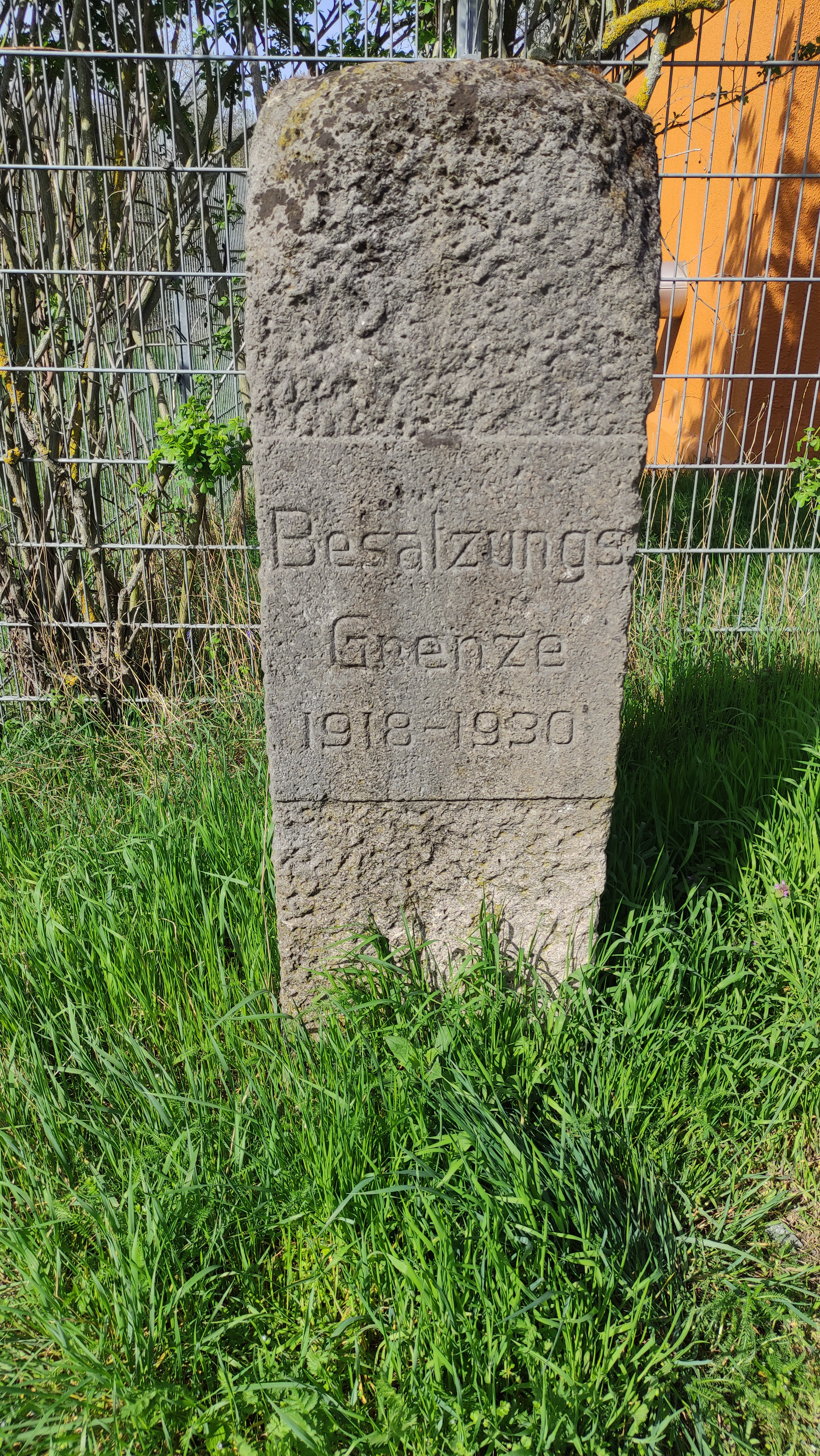
Gedenkstein zur Erinnerung an den Grenzverlauf des Brückenkopfs Mainz in der Gemarkung von Langen

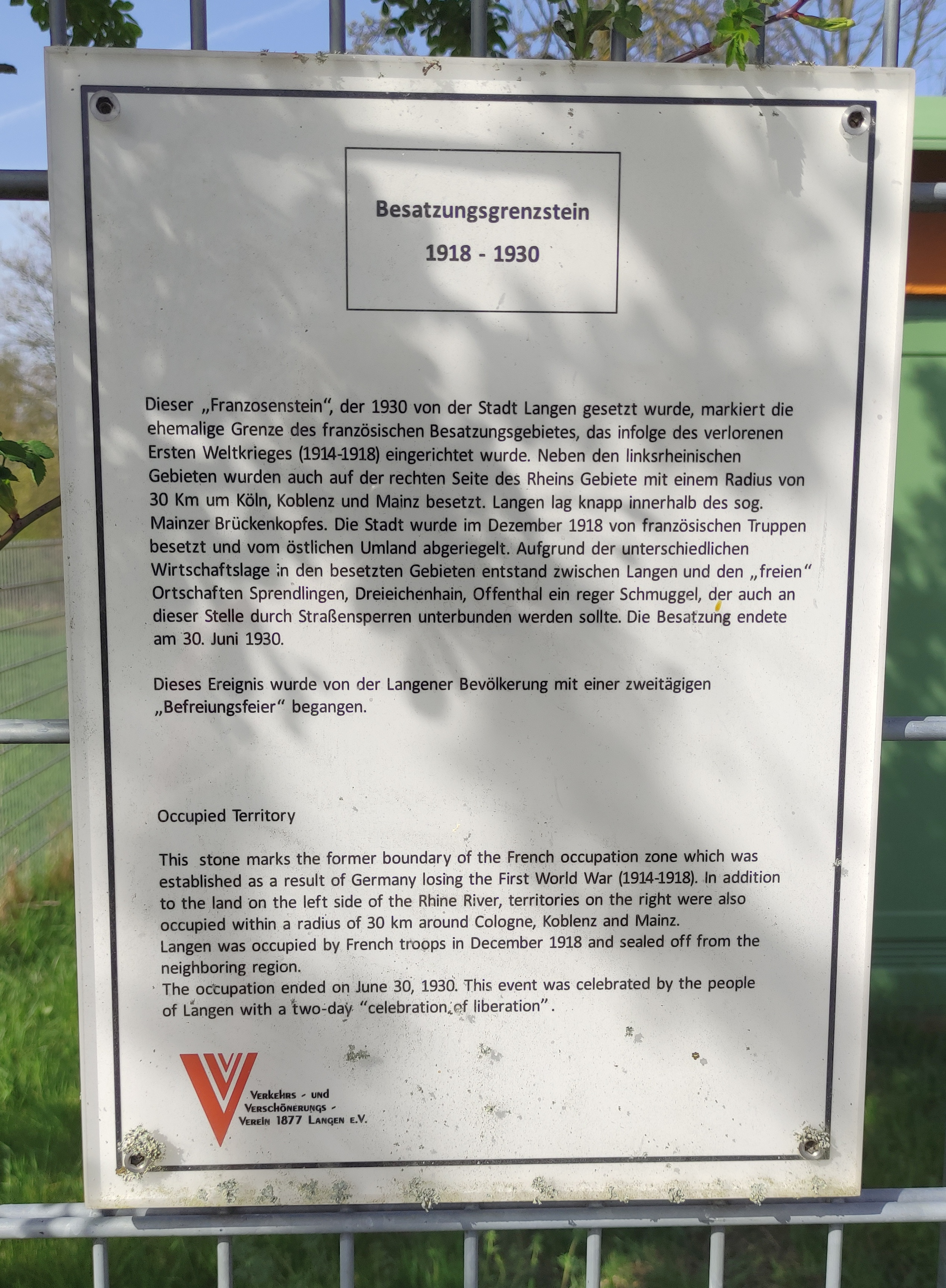
Erläuterungen zum Gedenkstein

Das endgültige Scheitern der separatistischen Bestrebungen im Januar 1924 und das nur wenige Monate danach eintretende Ende der Ruhrbesetzung sorgten auch im Landkreis Offenbach für eine abermalige Entspannung. Kurt beschrieb das am Beispiel von Langen, das aber weiterhin zur besetzten Zone gehörte.

„Nach dem Ende des Ruhrkampfes und der Einführung der Rentenmark als neuer stabiler deutscher Währung konsolidierten sich allmählich die Verhältnisse. Der Paßzwang blieb, und es gab weiterhin kleine Schikanen der Besatzungsmacht. Versammlungen unter freiem Himmel mußten genehmigt werden, der Spielmannszug der Freiwilligen Feuerwehr durfte nicht aufmarschieren, ein Preisschießen des Turn- und Sportvereins wurde verboten. Als schließlich die Franzosen am 30. Juni 1930 ihre Besatzungszone räumten, war der Jubel groß. Im besetzten wie im unbesetzten Teil Deutschlands fanden ‚Befreiungsfeiern‘ statt.“

In Langen wurde am ehemaligen Grenzübergang zwischen dem besetzten und unbesetzten Gebiet ein Gedenkstein errichtet.
Nach der 1936 erfolgten Auflösung der Provinzial- und Kreistage wurden 1937 die drei hessischen Provinzen Starkenburg, Oberhessen und Rheinhessen aufgehoben. Am 1. April 1938 schied Bieber mit der Eingemeindung nach Offenbach aus dem Kreis aus und zum 1. November 1938 wurde in Hessen eine einschneidende Gebietsreform durchgeführt. Dies bedeutete für den Landkreis Offenbach: Die Stadt Offenbach am Main schied gemeinsam mit dem bereits 1908 eingemeindeten Bürgel aus dem Kreis Offenbach aus und wurde kreisfrei. Der Sitz der Kreisverwaltung blieb bis 2002 jedoch in Offenbach. Ebenfalls 1938 entstand in der gemeindefreien Gemarkung Mitteldick die Siedlung Zeppelinheim. 1942 schied Rumpenheim mit der Eingemeindung nach Offenbach wieder aus dem Landkreis Offenbach aus. Die so geschaffene Kreiseinteilung hatte zunächst bis zum Ende des Zweiten Weltkriegs Bestand.
Im Rahmen der hessischen Gebietsreform der 1970er-Jahre wurde das Kreisgebiet erneut verändert: 1974 verloren die Stadt Steinheim am Main und die Gemeinde Klein-Auheim ihre Selbständigkeit, wurden aus dem Landkreis Offenbach aus- und in die Stadt Hanau eingegliedert. 1977 wurden die Gemeinden Nieder-Roden, Ober-Roden und Urberach aus dem Landkreis Dieburg dem Landkreis Offenbach zugeschlagen. Ebenfalls 1977 verloren die Städte Dreieichenhain und Sprendlingen sowie die Gemeinde Froschhausen ihre teilweise jahrhundertealte Selbständigkeit und wurden mit Nachbarorten zu größeren Städten (Dreieichenhain und Sprendlingen mit Buchschlag, Götzenhain und Offenthal zu Dreieich) zusammengelegt oder in Nachbarorte (Froschhausen zu Seligenstadt) eingemeindet.
Seit dem 21. Juni 2002 ist Dietzenbach die Kreisstadt des Landkreises Offenbach. Somit liegt der Sitz nicht mehr in der namensgebenden Großstadt, wenngleich andere Institutionen wie etwa die Berufsschule in der Stadt sind. Des Öfteren wird deshalb von Parteien eine Änderung des Namens des Landkreises thematisiert, beispielsweise in Untermainkreis oder Landkreis Maingau.

### Historische Quellen
Das historische Schriftgut des Landkreises Offenbach liegt heute im Hessischen Staatsarchiv Darmstadt (Bestand G 15 Offenbach für die Akten bis 1945, Bestand H 2 Offenbach für die Unterlagen ab 1945). Auch wenn im Verlauf des Zweiten Weltkrieges viele der Kreisamtsakten verloren gegangen sind, reichen die ältesten Unterlagen bis in das Jahr 1824 zurück. Die beiden Bestände spiegeln das Leben im Kreis, angefangen bei Handel, Bauwesen und Bevölkerungsentwicklung, bis hin zu Kirchen-, Gesundheits- und Landwirtschaftswesen wider. Es finden sich Entschädigungsakten für Kriegssachschäden sowie Unterlagen der ehemaligen Betreuungsstelle für politisch, rassisch und religiös Verfolgte. Die beiden Bestände sind größtenteils verzeichnet und im Internet recherchierbar.

### Einwohnerentwicklung

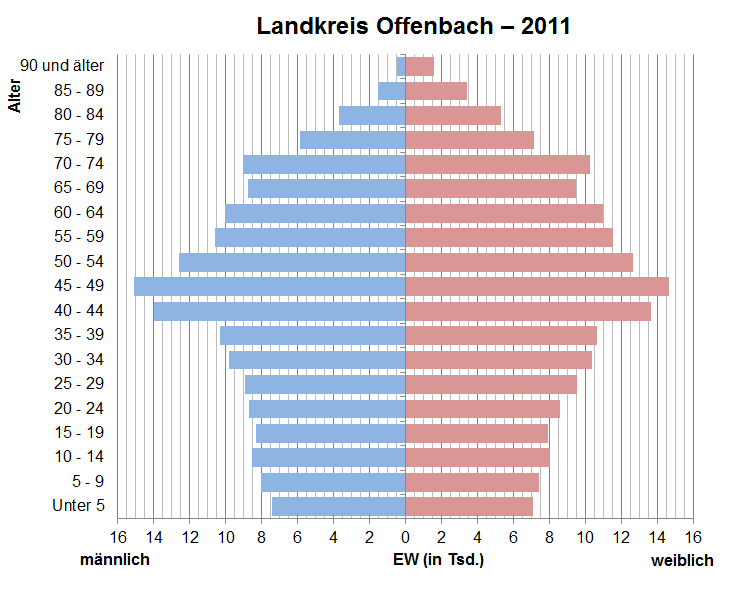
Bevölkerungspyramide für den Kreis Offenbach (Datenquelle: Zensus 2011.)

| Datum | Einwohner |
| ----- | --------- |
| 1852  | 043.282   |
| 1900  | 120.813   |
| 1910  | 161.569   |
| 1925  | 175.480   |
| 1933  | 185.038   |
| 1939  | 104.427   |
| 1950  | 131.178   |
| 1960  | 175.300   |
| 1970  | 252.400   |
| 1980  | 294.400   |
| 1990  | 316.300   |
| 2000  | 335.030   |
| 2010  | 338.029   |
| 2015  | 343.434   |
| 2018  | 354.092   |

### Konfessionsstatistik
Laut der Volkszählung 2011 waren 23,8 % der Einwohner evangelisch, 31,3 % römisch-katholisch und 44,9 % waren konfessionslos, gehörten einer anderen Glaubensgemeinschaft an oder machten keine Angabe. Die Zahl der Protestanten ist seitdem gesunken. Der Anteil der Protestanten und Katholiken an der Gesamtbevölkerung ist seitdem jährlich um 1 Prozentpunkt gesunken.  Gemäß Zensus 2022 waren (2022) 17,5 % der Einwohner evangelisch, 24,8 % katholisch und 57,7 % gehörten einer sonstigen oder keiner Glaubensgemeinschaft an oder machten keine Angabe.

## Politik

### Hoheitszeichen
Als Hoheitszeichen führt der Landkreis Offenbach ein Dienstsiegel, ein Wappen und eine Flagge. Das Dienstsiegel enthält das Wappen des Landkreises. Die Flagge zeigt auf zwei gleich breiten Bahnen von rot und weiß in der Mitte das Kreiswappen des Landkreises Offenbach.

Bannerflagge
Hissflagge

| Wappen des Landkreises Offenbach | Blasonierung: „In silbernem Schild ein grüner Eichbaum mit drei goldenen Eicheln, belegt mit einem von Silber und Rot gespaltenen Schildchen, darin vorn zwei schwarze Balken, hinten ein halbiertes silbernes Rad am Spalt.“                                                                                                  |
| Wappen des Landkreises Offenbach | Wappenbegründung: Das Recht zur Führung eines Kreiswappens wurde am 8. Februar 1951 durch den hessischen Innenminister verliehen. Der Eichenbaum steht für die ehemals ausgedehnten Wälder vom Wildbann Dreieich. Der Schild in der Mitte zeigt das Wappen der Grafen von Ober-Isenburg (schwarze Balken) und das Mainzer Rad. |

Darüber hinaus verwendet der Landkreis Offenbach seit 2002 ein Logo.

### Kreistag
Die Kommunalwahl am 14. März 2021 lieferte folgendes Ergebnis, in Vergleich gesetzt zu früheren Kommunalwahlen:
| Diagrammdarstellung von Wahlergebnis und Sitzverteilung | Diagrammdarstellung von Wahlergebnis und Sitzverteilung                                                                                                  |
| --- | --- |
| Kommunalwahl im Landkreis Offenbach 2021Wahlbeteiligung: 49,0 % 403020100 31,722,018,68,66,94,63,82,21,20,4 CDUGrüneSPDFDPAfDFWLinkeFL-NEVhPARTEIPiratenGewinne und Verlusteim Vergleich zu 2016 %p 10 8 6 4 2 0 −2 −4 −6 −8−0,7+10,0−5,2+1,3−7,8+1,0+0,4+0,6+1,2−0,9CDUGrüneSPDFDPAfDFWLinkeFL-NEVPARTEIPiratenAnmerkungen:h FREIE LISTE – Nichtparteigebundene Einwohner-Vertreter | Sitzverteilung im Kreistag Offenbach 2021Insgesamt 87 Sitze - Linke: 3 - PARTEI: 1 - SPD: 16 - Grüne: 19 - FL-NEV: 2 - FW: 4 - CDU: 28 - FDP: 8 - AfD: 6 |

Änderungen der Fraktionszugehörigkeit nach der Wahl 2016:
- Der Abgeordnete der Piratenpartei trat als Hospitant der FDP-Fraktion bei.
- Eine Abgeordnete der Linken wechselte 2017 zu den Freien Wählern.[26]
- Zwei Abgeordnete der AfD bildeten 2019 eine eigene Fraktion (ALO, Alternative Liste Offenbach-Land).[27]

| Wahlvorschläge             | Wahlvorschläge                                                         | % 2016 | Sitze 2016 | % 2011 | Sitze 2011 | % 2006 | Sitze 2006 | % 2001 | Sitze 2001 |
| -------------------------- | ---------------------------------------------------------------------- | ------ | ---------- | ------ | ---------- | ------ | ---------- | ------ | ---------- |
| CDU                        | Christlich Demokratische Union Deutschlands                            | 32,4   | 28         | 37,6   | 33         | 46,2   | 40         | 45,5   | 39         |
| SPD                        | Sozialdemokratische Partei Deutschlands                                | 23,8   | 21         | 25,4   | 22         | 27,8   | 24         | 32,1   | 28         |
| AfD                        | Alternative für Deutschland                                            | 14,7   | 13         | —      | —          | —      | —          | —      | —          |
| Grüne                      | Bündnis 90/Die Grünen                                                  | 12,0   | 10         | 20,9   | 18         | 11,0   | 10         | 11,1   | 10         |
| FDP                        | Freie Demokratische Partei                                             | 07,3   | 06         | 04,3   | 04         | 06,3   | 06         | 04,6   | 04         |
| FW                         | Freie Wähler (ehemals FWG – Die Bürger)                                | 03,6   | 03         | —      | —          | —      | —          | —      | —          |
| Linke                      | Die Linke                                                              | 03,4   | 03         | 02,6   | 02         | 02,7   | 02         | —      | —          |
| FL-NEV                     | Freie Liste – Nichtparteigebundene Einwohner-Vertreter (ehemals FW-OF) | 01,6   | 02         | —      | —          | —      | —          | —      | —          |
| Piraten                    | Piratenpartei Deutschland                                              | 01,3   | 01         | 02,5   | 02         | —      | —          | —      | —          |
| FWG – Die Bürger           | Freie Wähler Gemeinschaft – Bürger für den Kreis Offenbach             | —      | —          | 04,3   | 04         | 04,5   | 04         | 03,5   | 03         |
| FW-OF                      | Freie Wähler Kreis Offenbach                                           | —      | —          | 02,4   | 02         | —      | —          | —      | —          |
| Deutsche Liste             | Wählergruppe Deutsche Liste                                            | —      | —          | —      | —          | 01,4   | 01         | —      | —          |
| REP                        | Die Republikaner                                                       | —      | —          | —      | —          | —      | —          | 03,2   | 03         |
| Gesamt                     | Gesamt                                                                 | 100,0  | 87         | 100,0  | 87         | 100,0  | 87         | 100,0  | 87         |
| Wahlbeteiligung in Prozent | Wahlbeteiligung in Prozent                                             | 45,6   | 45,6       | 45,3   | 45,3       | 44,9   | 44,9       | 50,8   | 50,8       |

### Partnerschaften
Der Landkreis unterhält folgende Partnerschaften:
- Stadt Liaocheng, Volksrepublik China
- Stadt Kiryat Ono, Israel
- Landkreis Radomsko, Polen
- Stadt Uşak, Türkei
- County Waukesha, Wisconsin, Vereinigte Staaten

## Wirtschaft und Infrastruktur
Der Landkreis Offenbach ist Teil des wirtschaftsstarken Rhein-Main-Gebietes. Im sogenannten Zukunftsatlas 2016 belegte der Landkreis Offenbach Platz 57 von 402 Landkreisen und kreisfreien Städten in Deutschland und zählt damit zu den Orten mit „hohen Zukunftschancen“. In der Ausgabe von 2019 lag er auf Platz 37 von 401.

### Verkehr
Mit dem Flughafen Frankfurt Main befindet sich einer der Flughäfen mit dem höchsten Passagieraufkommen Europas zu einem Teil im Landkreis Offenbach. Der größte allgemeine Verkehrslandeplatz Deutschlands, der Flugplatz Frankfurt-Egelsbach, liegt ebenfalls im Landkreis.
Im öffentlichen Personennahverkehr (ÖPNV) wirkt die Kreisverkehrsgesellschaft Offenbach (kvgOF) als Lokale Nahverkehrsgesellschaft und Aufgabenträger im Rhein-Main-Verkehrsverbund.
Die oben genannten Bahnstrecken bedienen den Kreis im Schienenverkehr. Zwei Linien der S-Bahn Rhein-Main führen von Offenbach-Ost aus über Heusenstamm nach Dietzenbach (S2) bzw. durch den Rodgau nach Rödermark (S1). Von Dieburg her kommend, verbindet die Dreieichbahn (RMV-Linie 61) stündlich bzw. halbstündlich Rödermark mit Dreieich-Buchschlag, wo ein Anschluss an die S-Bahn-Linien S3 und S4 besteht. Die Züge verkehren stündlich weiter bis Frankfurt (Main) Hauptbahnhof.
Durch das Kreisgebiet führen die Bundesautobahnen 3 (Frankfurt–Würzburg) und 661 (Egelsbach–Oberursel), ebenso mehrere Bundesstraßen: die B 45, die B 448, die B 459 und die B 486.

### Verkehrsgeschichte
Im 19. Jahrhundert wurde das Kreisgebiet zunächst mit neuen Chausseen, später durch Bahnstrecken erschlossen:
- Chaussee:
  - (Aschaffenburg) – Seligenstadt – Bieber – Offenbach
  - Darmstadt – Langen – Sprendlingen – Neu-Isenburg – (Frankfurt)
  - Sprendlingen – Offenbach
- Eisenbahn
  - Bahnstrecke Frankfurt am Main–Heidelberg (1846)
  - Frankfurt-Offenbacher Eisenbahn (1848)
  - Bahnstrecke Darmstadt–Aschaffenburg (1858)
  - Odenwaldbahn (1870/1882)
  - Frankfurt-Bebraer Eisenbahn (1875)
  - Rodgaubahn 1896
  - Bahnstrecke Offenbach-Bieber–Dietzenbach (1898)
  - Dreieichbahn (1905)

## Gemeinden
(Einwohner am 31. Dezember 2023)
| Name             | Einwohner | Fläche     | Einw./km² | Status                         | AGS         |
| ---------------- | --------- | ---------- | --------- | ------------------------------ | ----------- |
| Dietzenbach      | 035.590   | 021.68 km² | 1642      | Kreisstadt                     | 06 4 38 001 |
| Dreieich         | 041.756   | 053.27 km² | 784       | Mittelstadt                    | 06 4 38 002 |
| Egelsbach        | 010.964   | 014.81 km² | 0740      | Gemeinde                       | 06 4 38 003 |
| Hainburg         | 014.441   | 015.94 km² | 906       | Gemeinde                       | 06 4 38 004 |
| Heusenstamm      | 019.202   | 019.03 km² | 1009      | Mittelstadt                    | 06 4 38 005 |
| Langen (Hessen)  | 038.278   | 029.12 km² | 01314     | Mittelstadt                    | 06 4 38 006 |
| Mainhausen       | 09480     | 017.92 km² | 529       | Gemeinde                       | 06 4 38 007 |
| Mühlheim am Main | 029.157   | 020.67 km² | 01411     | Mittelstadt                    | 06 4 38 008 |
| Neu-Isenburg     | 037.467   | 024.29 km² | 1542      | Hugenotten- und Waldenserstadt | 06 4 38 009 |
| Obertshausen     | 025.253   | 013.62 km² | 01854     | Mittelstadt                    | 06 4 38 010 |
| Rodgau           | 045.099   | 065.04 km² | 0693      | Mittelstadt                    | 06 4 38 011 |
| Rödermark        | 028.708   | 029.99 km² | 0957      | Mittelstadt                    | 06 4 38 012 |
| Seligenstadt     | 021.183   | 030.85 km² | 0687      | Einhardstadt                   | 06 4 38 013 |
| Gesamt (13)      | 356.578   | 356.23 km² | 1001      | Landkreis Offenbach            | 06 4 38     |

## Ehemalige Gemeinden
Die folgende Liste enthält alle ehemaligen Gemeinden des Landkreises Offenbach und Angaben zu ihrem Verbleib:
| Gemeinde                 | eingemeindet nach         | Datum der Eingemeindung |
| ------------------------ | ------------------------- | ----------------------- |
| Bieber                   | Offenbach am Main         | 1. April 1938           |
| Buchschlag               | Dreieich                  | 1. Januar 1977          |
| Bürgel                   | Offenbach am Main         | 1. April 1908           |
| Dietesheim               | Mühlheim am Main          | 1. April 1939           |
| Dreieichenhain           | Dreieich                  | 1. Januar 1977          |
| Dudenhofen               | Rodgau                    | 1. Januar 1977          |
| Froschhausen             | Seligenstadt              | 1. Januar 1977          |
| Götzenhain               | Dreieich                  | 1. Januar 1977          |
| Groß-Steinheim, Stadt    | Steinheim am Main         | 1. April 1938           |
| Hainhausen               | Rodgau                    | 1. Januar 1977          |
| Hainstadt                | Hainburg                  | 1. Januar 1977          |
| Hausen                   | Obertshausen              | 1. Januar 1977          |
| Jügesheim                | Rodgau                    | 1. Januar 1977          |
| Klein-Auheim             | Hanau (Main-Kinzig-Kreis) | 1. Juli 1974            |
| Klein-Krotzenburg        | Hainburg                  | 1. Januar 1977          |
| Klein-Steinheim          | Steinheim am Main         | 1. April 1938           |
| Klein-Welzheim           | Seligenstadt              | 1. Januar 1977          |
| Lämmerspiel              | Mühlheim am Main          | 1. Januar 1977          |
| Mainflingen              | Mainhausen                | 1. Januar 1977          |
| Offenbach am Main, Stadt | kreisfreie Stadt          | 1. November 1938        |
| Offenthal                | Dreieich                  | 1. Januar 1977          |
| Rembrücken               | Heusenstamm               | 1. Januar 1977          |
| Rumpenheim               | Offenbach am Main         | 1. April 1942           |
| Sprendlingen             | Dreieich                  | 1. Januar 1977          |
| Steinbach (Taunus)       | zum Obertaunuskreis       | 1. April 1947           |
| Steinheim am Main, Stadt | Hanau (Main-Kinzig-Kreis) | 1. Juli 1974            |
| Weiskirchen              | Rodgau                    | 1. Januar 1977          |
| Zellhausen               | Mainhausen                | 1. Januar 1977          |
| Zeppelinheim             | Neu-Isenburg              | 1. Januar 1977          |

## Kfz-Kennzeichen
Am 1. Juli 1956 wurde dem Landkreis bei der Einführung der bis heute gültigen Kfz-Kennzeichen das Unterscheidungszeichen OF zugewiesen. Es wird durchgängig bis heute ausgegeben.